# Estadio Central de Port Vila
El Estadio Central de Port Vila, es un estadio de fútbol ubicado en Port Vila, capital de Vanuatu.

## Historia
Construido en 1990 como Estadio Municipal de Port Vila y fue utilizado en la Clasificación de OFC para la Copa Mundial de Fútbol de 1994 donde Vanuatu participó por primera vez en una clasificación mundialista.
También fue sede del evento de fútbol en los Mini Juegos del Pacífico de 2017 en los que Vanuatu fue campeón. En 2022 el estadio pasa a llamarse Estadio Central y a ser administrado por el sonsejo municipal.